# Henkelmann (джаз-клуб)
Джаз-клуб «Henkelmann» (нем. Jazzclub Henkelmann) — джаз-клуб в городе Изерлон, основанный как «Hot Club Iserlohn» в 1952 году и получивший свое нынешнее название в 1957 — после переезда клуба в здание бывшей фабрики на улице Обере Мюле (нем. Obere Mühle).

## История
3 июня 1952 года первые восемь членов основали в городе Изерлон джаз-клуб «Hot Club Iserlohn», который в следующем году вступил в Немецкую федерацию джаза. Помимо музыкальных вечеров, в клубе проводились и лекции. В 1955 году город предоставил клубу новое помещение: сводчатый погреб в здании, в котором сегодня располагается городской музей. Два года спустя «джазовый подвальчик» переехал из центра города в подвал здания бывшей фабрики на улице Friedrichstraße — с тех пор клуб получил своё современное название, «Henkelmann».
Под руководством ряда местных музыкантов в клубе несколько раз собирался джазовый биг-бэнд, который приглашался на региональные фестивали, выступал в Дортмунде, а в 1961 году участвовал в общенемецком любительском джазовом фестивале. Несколько раз в помещении клуба происходили записи выступлений для радио и телевидения, а также — запись нескольких альбомов. В последующие годы в клубе выступал целый ряд известных музыкантов, включая Гэри Бёртона, Джонса Элвин, Стив Своллоу, Джо Завинула, Sun Ra, Джона Скофилда и Мейнарда Фергюсона. После пожара в клубе, произошедшем во время концерта в июне 1988 года, клубу пришлось искать себе новое помещение. В 1990 году Henkelmann вновь открылся на своём старом месте.